# (213) Lilaea
(213) Lilaea est un astéroïde de la ceinture principale découvert par C. H. F. Peters le 16 février 1880. Son nom fait référence à Lilaea, une naïade de la mythologie grecque.